# Superman: War of the Worlds
Superman: War of the Worlds is een strip van DC Comics gepubliceerd in 1999. De strip is geschreven door Roy Thomas met Michael Lark als de tekenaar, Willie Schubert als de letteraar en Noelle Giddings als de inkleurder.
Het verhaal is gebaseerd op H.G. Wells' roman The War of the Worlds, maar draait voornamelijk om het Supermangenre. Wells' verhaal is verplaatst van begin 20e eeuw naar het Metropolis van 1938.

## Personages
De meeste personages in het verhaal zijn overgenomen uit DC Comics-strips of The War of the Worlds.

### Superman
Alias Clark Kent. Na te zijn neergestort op Aarde in een raket van de planeet Krypton werd hij geadopteerd door Jonathan en Martha Kent. Als Superman probeert hij zijn bovenmenselijke krachten te gebruiken om de wereld te helpen.
De Superman in dit verhaal is de Golden Age-versie van Superman die in 1938 werd bedacht en veel minder krachten heeft dan zijn versie uit de hedendaagse strips.

### Andere hoofdpersonen
- Lois Lane: Lois is een journalist van de Daily Star.
- Dr. Lex Luthor: een briljante Amerikaanse wetenschapper.
- De Martianen: bewoners van de Rode Planeet, die de Aarde willen veroveren.

### Bijpersonen
- Perry White: Hoofdjournalist van de Daily Star.
- George 'Chief' Taylor: Hoofdredacteur van de Daily Star. Wordt gedood door een driepoot.
- Jimmy Olsen: Medewerker van de Daily Star.
- Professor Ogilvy: De astronoom uit H.G. Wells' boek. Hij is de eerste die ontdekt dat de Martianen komen.

## Inhoud
Vanaf Mars wordt de Aarde gadegeslagen. De koude en onsympathieke Martianen plannen hun aanval op onze wereld. Verder weg in het universum gaat de planeet Krypton ten onder. De baby Kal-El wordt door zijn ouders in een raket naar de Aarde gestuurd voor zijn eigen veiligheid. Hij wordt daar gevonden door de Kents die hem Clark noemen. In de loop der jaren ontwikkelt Clark bovenmenselijke krachten. Hij is onnatuurlijk sterk, kan harder rennen dan een trein, is vrijwel onkwetsbaar en kan enorm hoog en ver springen. Na de dood van zijn adoptieouders, besluit hij zijn krachten te gebruiken om de mensheid te helpen.
In 1938 worden explosies waargenomen op Mars, maar de Aarde schenkt hier geen aandacht aan. Clark neemt een baan als journalist bij de Daily Star, waar hij Lois ontmoet.Perry White stuurt Clark en Lois op pad om verslag te doen van een meteoor die afgelopen nacht vlak bij Metropolis is neergestort. Professor Ogilvy en Dr. Lex Luthor zijn ook al bij de meteoor aanwezig. De meteoor blijkt in werkelijkheid een grote metalen cilinder te zijn. De cilinder wordt plotseling van binnenuit opengedraaid, en uit de cilinder komt een Martiaan tevoorschijn. Deze opent meteen de aanval op de omstanders. Professor Ogilvy wordt door een hittestraal gedood. Wanneer Clark Lois beschermt tegen de aanval, branden zijn normale kleren weg en wordt zijn Supermankostuum zichtbaar.
Het leger arriveert om met de Martianen af te rekenen. De Matianen zijn echter voorbereid en laten hun eigen machines los: de driepoten. Vijf driepoten vallen het leger aan, dat niets kan doen tegen de machines. Superman pakt een van de kanonnen van het leger en slaat er een driepoot mee tot puin. De overige vier weten Metropolis te bereiken. Lois en Lex trekken zich terug in Lex’ laboratorium. Superman probeert de driepoten tegen te houden, maar wordt uitgeschakeld door een ander Martiaans wapen: de zwarte rook. Hoewel de rook voor hem niet dodelijk is, maakt het hem wel zwak zodat de Martianen hem gemakkelijk kunnen vangen. Ook Lois wordt gevangen.
Drie weken later is Superman nog altijd een gevangene van de Martianen. De aarde is veroverd en de meeste mensen zijn tot slaven of vee gemaakt. Lex Luthor wordt gedwongen de Martianen te helpen om Superman te bestuderen. Hij is nu kaal daar een hittestraal al zijn haar heeft weggebrand. Luthor verklaart aan Clark dat veel Martianen ziek zijn geworden door aardse bacteriën. De reden dat ze geïnteresseerd zijn in Clark is omdat hij in feite ook een buitenaards wezen is, maar geen last schijnt te hebben van bacteriën. Luthor ontdekt dat Clarks lichaam het dodelijke effect van bacteriën tenietdoet. Dit werkt niet alleen voor hem, maar ook voor iedereen in zijn directe omgeving.
Wanneer de Martianen Luthor niet langer nodig hebben willen ze hem net als veel andere mensen opeten. Lois en Luthor bevrijden Clark en gaan opnieuw het gevecht aan met de Martianen. Ze vernietigen vele driepoten. Superman weet een hoop driepoten te verwoesten, maar sterft uiteindelijk door uitputting en de verwondingen van de vele hittestralen waar hij door is getroffen.
Afgaand op Clarks advies vindt Luthor al snel een manier om de overige Martianen uit te schakelen. De Aarde begint zich langzaam te herstellen. Lex en Lois trouwen uiteindelijk. En standbeeld van Clark wordt gemaakt ter herinnering aan zijn dappere optreden.

## Trivia
- Het verhaal speelt zich af in 1938 omdat dit het jaar is waarin Superman werd geïntroduceerd. 1938 was tevens het jaar waarin Orson Welles' beroemde hoorspel War of the Worlds werd uitgezonden.
- Clark Kent noemt zichzelf nooit Superman in dit verhaal.